# RPGamer
RPGamer é um website de informações e notícias dedicado a cobrir notícias sobre RPG eletrônicos de videogames e de computador, assim fazendo parte do jornalismo de videogame virtual. Sua cobertura inclui notícias de jogos dos EUA, Europa, Ásia, da indústria de videogame, prévias de jogos e entrevistas. O site fornece matérias para jogos de role-playing game e mantém contatos profissionais com desenvolvedores e produtores de jogos de videogame. A RPGamer foi citada em várias mídias e em caixas de jogos.
A RPGamer possui várias colunas dedicadas para fãs poderem enviar informações e arquivos; isto foca-se em matérias sobre jogos, músicas remixadas, editoriais, fanfics, papéis de parede, skins de softwares, arte tradicional e digital, chat IRC e enquetes semanais.